# Hygrochroma
Hygrochroma is een geslacht van vlinders van de familie spanners (Geometridae), uit de onderfamilie Ennominae.

## Soorten
- H. cervinata Warren, 1903
- H. clota Druce, 1900
- H. hyalopuncta Dyar, 1913
- H. lincanaria Schaus, 1927
- H. nondina Druce, 1892
- H. ojeda Dognin, 1889
- H. olivinaria Herrich-Schäffer, 1858
- H. paulinaria Oberthür, 1911
- H. subusta Warren, 1904
- H. subvenusta Bastelberger, 1907
- H. viola Thierry-Mieg, 1892